# 圣方济各广场 (锡耶纳)
43°19′19″N 11°20′03″E / 43.322048°N 11.334097°E

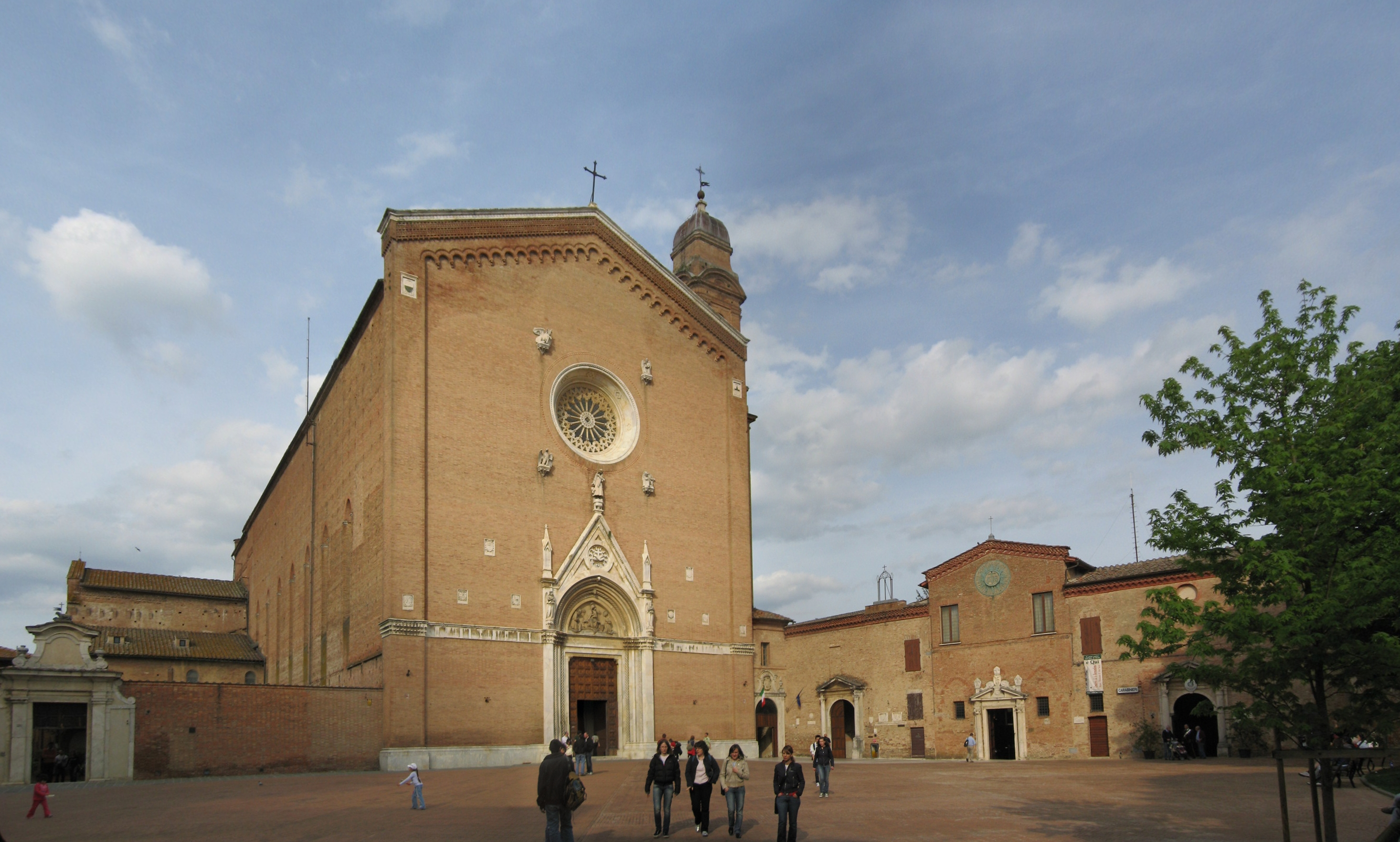
圣方济各广场，左侧为圣方济各圣殿，右侧为圣伯尔纳定圣殿

圣方济各广场（Piazza San Francesco）是锡耶纳的一个广场，位于奥维尔区（Borgo d'Ovile）和卡斯特拉奇亚山（il dosso della Castellaccia）之间，用陶土铺设。13世纪方济各会在此立足时，这里还位于城墙外。
今天，广场上拥有两座宗座圣殿，其中主宰广场的是高大的圣方济各圣殿，通过罗西街（via dei Rossi）上的“圣方济各拱门”（arco di San Francesco）进入，装饰着14世纪的大理石雕像，包括圣母和圣婴、圣方济各和圣嘉勒。
另一座较小的宗座圣殿是圣伯尔纳定圣殿，现在是教区博物馆的一部分。
广场上另外还有一座小型教堂圣路易圣吉拉堂（oratorio dei Santi Ludovico e Gherardo）。